# 彩月かおる
彩月 かおる（あやつき かおる、1955年6月9日 - ）は、日本のAV女優。バルドエージェンシー元所属。

## 略歴・人物
2010年にデビューした熟女系のAV女優である。2011年以降の出演は確認されていないため、事実上、引退したと思われる。

## 出演作品

### アダルトビデオ
2010年
- 友達の母（8月19日、MARIA）
- 初撮り六十路妻ドキュメント（9月30日、センタービレッジ）
- お母さんの性教育（10月28日、小林興行）
- 熟年交尾 フルムーン館山の旅（12月18日、ルビー）

2011年
- 全国熟女捜索隊 田舎に泊まろう！ 千葉編（1月19日、ルビー）
- 中出し近親相姦 母子熱愛（2月24日、センタービレッジ）
- 還暦交尾 おふくろさん（6月17日、アカデミック）
- 近親相姦 母のお尻（7月6日、ルビー）
- 近親相姦 五十路のお母さんに膣中出し（11月6日、ルビー）
- 母子交尾 ［湯河原路］（12月7日、ルビー）